# Acacia rossei
Acacia rossei é uma espécie de leguminosa do gênero Acacia, pertencente à família Fabaceae.